# كأس أيرلندا الشمالية 1984–85
كأس أيرلندا الشمالية 1984–85 (بالإنجليزية: 1984–85 Irish Cup)‏ هو موسم من كأس أيرلندا. كان عدد الأندية المشاركة فيه  32، وفاز فيه غلينتوران.